# Club Deportivo Guastatoya
El Club Deportivo Guastatoya es un equipo de fútbol de Guatemala que juega en la Liga Nacional de Guatemala, la liga de fútbol más importante del país. Se coronó campeón de la Liga Nacional de Guatemala en el Torneo Clausura 2018, Torneo Apertura 2018 y en el Torneo Apertura 2020 del fútbol guatemalteco.

## Historia
El equipo tuvo sus orígenes bajo el nombre de Guastatoya Futbol Club, que fue fundado en 1990, sin embargo, el club fue refundado como CD Guastatoya en 2005 en la ciudad de Guastatoya en el Departamento de El Progreso, ha estado en la Primera División de Guatemala y en las ligas amateur del país, eso hasta que en la temporada 2013/14 consiguieron ascender a la Liga Nacional de Guatemala por primera vez en su historia, a pesar de no ser el campeón de la Primera División de Guatemala
Crispín León Cruz y José Manuel "Hueyapan" Gómez se convirtieron en los primeros prospectos del equipo ambos de origen mexicano, en donde lograron consolidarse en otros ámbitos. 
 Primeras finales (2015 - 2017) 
Logra alcanzar su primera final de Liga Nacional el 12 de diciembre de 2015 derrotando a Xelaju MC. por 3 goles de diferencia y logrando un empate en su visita a "Xela". Disputó la final del  Torneo Apertura 2015 contra Antigua GFC, quien dejó en el camino al hasta entonces hexacampeón nacional Comunicaciones Fútbol Club. En la final de ida disputada en el Estadio David Cordón Hichos, obtuvo el triunfo el Deportivo Guastatoya con un 2 - 1 y en la de vuelta, en el Estadio Pensativo se impuso Antigua GFC 2 - 0 resultado con el cual el equipo colonial se coronó campeón nacional por primera vez. Este es la primera final que disputa el Deportivo Guastatoya en la máxima categoría del fútbol guatemalteco desde la fundación del club.
En el Torneo Clausura 2017 el Deportivo Guastatoya después de vencer al Deportivo Petapa en semifinales disputa su segunda final desde su ascenso, contra el CSD Municipal, donde perdió con un marcador global de 2-0 a favor de los "escarlatas". Logrando así disputar su segunda final en el fútbol guatemalteco.

### Primeros títulos nacionales y torneos internacionales
Primer Título (Torneo Clausura 2018)
Para el Torneo Clausura 2018, derrota al Xelajú Mario Camposeco 3-1 y con ese resultado se coronó campeón por primera vez en su historia, convirtiendo a Amarini Villatoro en el séptimo técnico guatemalteco en coronarse campeón de liga.
Con ese resultado y de regreso el fútbol guatemalteco después de la larga suspensión impuesta por la FIFA, Guastatoya podría disputar por primera vez del torneo de la Liga Concacaf 2018, pero Guatemala seguía suspendida en ese entonces y no pudo conseguir un cupo. Antigua GFC, el campeón del Torneo Apertura 2017, tenía una clasificación directa a la Liga de Campeones de la Concacaf 2019, pero Guastatoya se quejó, que también tenían derecho a ese cupo por ser campeones. Así que todo se resolvió en un repechaje de dos partidos. 1-0 y 0-0 en el global (1-0) a favor de Guastatoya, esto sellaría por primera vez una clasificación a un torneo internacional desde su creación en el año 2010.
Segundo Título (Torneo Apertura 2018)
En el Torneo Apertura 2018 se clasificó a fase semifinal de manera directa al terminar en primer lugar la clasificación, obteniendo así el boleto directo a semifinales. En esta instancia dejó en el camino al Club Coban Imperial, en un partido de ida que fue suspendido al minuto 85 debido a que aficionados en el estadio José Ángel Rossi de Coban lanzaron una botella que impactó al árbitro. 
El juego terminó en empate a cero. En el estadio David Cordón Hichos de Guastatoya se jugó la vuelta de esa serie la cual terminó con otro empate a cero. Esto le da el pase a Guastatoya a la final debido a que en el reglamento uno de los criterios de desempate era la mejor posición en la fase de clasificación. Habiendo terminado en primer lugar clasificaron a la final. Ahí se enfrentaron al Comunicaciones F. C. al que derrotaron en la ida 1 a 2 en el Estadio Nacional Doroteo Guamuch Flores, dando el primer paso al bicampeonato. El sábado 15 de diciembre se jugó la vuelta en la cual se llegó a un empate 1 a 1 (3-2) el marcador global le dio el primer bicampeonato en la historia, convirtiendo a Amarini Villatoro en el primer técnico nacional en ser bicampeón y el club se convirtió en el primer equipo departamental en conseguir tal hazaña.
 Tercer Título (Torneo Apertura 2020) 
Los "Pecho Amarillos" llegaban a una nueva final de la mano de Willy Coito Oliveira al ganarle en la semifinal a Xelajú Mario Camposeco jugándose en dos partidos a ida y vuelta donde ganaron con un marcador global de 3-1. Luego de ganarle a los "superchivos" se enfrentaban en la final del Torneo Apertura 2020 a Club Social y Deportivo Municipal que llegaron luego de jugar contra Antigua GFC. El primer partido se disputó en el Estadio David Cordón Hichos en Guastatoya donde el resultado fue  2-1 con goles de José Corena y Luis Martínez Castellanos por los "pechos amarillos" y por los escarlatas , el Club Social y Deportivo Municipal, fue concretada por el argentino Ramiro Rocca. El segundo partido se disputó en el Estadio Manuel Felipe Carrera donde dicho marcador fue un empate 1-1 anotando por parte de Guastatoya, Omar Domínguez, adelantando al "pecho amarillo" 1-0. Luego del paso de algunos minutos el Club Social y Deportivo Municipal anota el 1-1 gracias a un autogol del equipo de Guastatoya. Un 1-1 que se mantuvo hasta los 90 minutos dando como resultado que el equipo del El Progreso se coronó campeón del Torneo Apertura 2020 tras ganar por un resultado de 3-2 global ante Club Social y Deportivo Municipal, siendo su primer título ganado en condición de visitante y su tercer campeonato de la  Liga Nacional de Fútbol de Guatemala. Dicho campeonato le permitió la participación a la competición internacional Liga Concacaf 2021.
Torneos Internacionales de la Concacaf 
Guastatoya clasificó a la Liga de Campeones de la Concacaf 2019 al ganar con marcador global 0-1 a Antigua GFC en el Repechaje de Liga de Campeones donde definía Guatemala 1 para el torneo de la Concacaf. El club "Pecho Amarillo" se tuvo que enfrentar al conjunto de Houston Dynamo donde se enfrentaron en un juego de ida y vuelta para poder avanzar en la siguiente ronda. El juego de ida contra Houston Dynamo se disputó el 19 de febrero de 2019 en el Doroteo Guamuch Flores en la Ciudad de Guatemala donde terminó a favor de los visitantes con un marcador de 0-1 con gol de DaMarcus Beasley a los 84 minutos de juego. El "Pecho Amarillo" aún con la esperanza de remontar el marcador, disputó el juego de vuelta en el BBVA Compass Stadium en Houston. El tico Aarón Navarro adelantó al conjunto "Pecho Amarillo" a los 72 minutos de juego, así mismo se convirtió en el primer jugador del Deportivo Guastatoya en meter un gol en instancias internacionales. Minutos más tarde Mauro Manotas anota un doblete para que el equipo Tejano se llevara el resultado de 2-1 y pasaran a siguiente ronda con un marcador global de 3-1.
Gracias al "Bicampeonato" que consiguieron en el 2018 les permitió participar para la 3.ª edición de la Liga Concacaf 2019. El club "pecho amarillo" participó como Guatemala 1, lo que le valió entrar directamente a octavos y así enfrentarse a Comunicaciones F.C.. Los octavos de final se jugaron a ida y vuelta en el Doroteo Guamuch Flores. El primer encuentro lo ganó Comunicaciones F.C. 2-1  y el juego de vuelta fue un 0-0. Terminando el marcador global de 2-1, así terminando su participación de la Liga Concacaf 2019.
Luego de quedar campeón en el Apertura 2020, a finales de enero de 2021, marcado por la Pandemia de COVID-19 en Guatemala, el cuadro guastatoyano avanzó a la Liga Concacaf 2021, teniendo de rival al campeón de ese entonces la Liga Deportiva Alajuelense, logrando en el Doroteo Guamuch Flores, un empate de 1-1 en la serie de ida, pero en la vuelta en el Estadio Alejandro Morera Soto, lograron un empate de 2-2 con goles de Rafael da Roza y Luis Ángel Landín, y así permitiendo acceder a semifinales de este torneo por primera vez en la historia, siendo la primera vez que un equipo guatemalteco avanza a semifinales de Liga Concacaf, eso debido al escándalo del juego entre el Club Deportivo Olimpia de Honduras y el Inter Moengotapoe de Surinam.

## Presidentes
- 2010-11: David Cordón Hichos
- 2012-16: Josué Beltetón Herrera
- 2016: Crispín León Cruz (Interino)
- 2016: Jorge Antonio Orellana Pinto
- 2017-19: Lester Rodríguez
- 2019-23: Leonardo Moscoso
- 2024-presente: Edwin Rodríguez

### Presidentes Campeones
- Lester Rodríguez: Torneo Clausura 2018, Torneo Apertura 2018
- Leonardo Moscoso: Campeón de Campeones 2019, Torneo Apertura 2020-21

## Jugadores

### Altas y bajas 2018-19

#### Altas
| Dorsal        | Jugador             | Posición      | Procedencia          | Tipo          | Costo          |               |
| Apertura 2018 | Apertura 2018       | Apertura 2018 | Apertura 2018        | Apertura 2018 | Apertura 2018  | Apertura 2018 |
| ------------- | ------------------- | ------------- | -------------------- | ------------- | -------------- | ------------- |
| 1             | José Calderón Frías | Portero       | C. D. Universitario  | Fin de cesión | US$ 230,000.00 |               |
| 8             | Jorge Gatgens       | Defensa       | AD Municipal Liberia | Libre         | US$ 171,000.00 |               |
| 14            | Isaac Acuña         | Defensa       | Comunicaciones F.C.  | Libre         | US$ 685,000.00 |               |
| 17            | Marvin Ceballos     | Delantero     | Comunicaciones F.C.  | Libre         | US$ 143,000.00 |               |
| 99            | Crispín León Cruz   | Defensa       | Libre                | Libre         | US$ 105,000.00 |               |

#### Bajas
| Dorsal        | Jugador       | Posición      | Destino                       | Tipo                  | Cobro         | Ref           |
| Apertura 2018 | Apertura 2018 | Apertura 2018 | Apertura 2018                 | Apertura 2018         | Apertura 2018 | Apertura 2018 |
| ------------- | ------------- | ------------- | ----------------------------- | --------------------- | ------------- | ------------- |
| 8             | Gerardo Arias | Defensa       | -                             | Cesión                | US$ 0         |               |
| 16            | Jorge Vargas  | Mediocampista | Comunicaciones F.C.           | Rescisión de contrato | US$ 0         |               |
| 16            | Aarón Navarro | Mediocampista | Club Deportivo Cobán Imperial |                       |               |               |

## Palmarés
- Liga Nacional de Fútbol de Guatemala: 3

Torneo Clausura 2018
Torneo Apertura 2018
Torneo Apertura 2020
- Copa Campeón de Campeones: 1

2019